# Scottish Premier Division 1997/98
Die Scottish Football League Premier Division wurde 1997/98 zum 23. und letzten Mal ausgetragen. Nach dieser Saison wurde die Scottish Premier League gegründet, die sich aus der Scottish Football League trennte. Es war zudem die 101. Austragung einer höchsten Fußball-Spielklasse innerhalb der Scottish Football League, in der der Schottische Meister ermittelt wurde. In der Saison 1997/98 traten 10 Vereine in insgesamt 36 Spieltagen gegeneinander an. Jedes Team spielte jeweils zweimal zu Hause und auswärts gegen jedes andere Team. Bei Punktgleichheit zählte die Tordifferenz.
Celtic Glasgow gewann zum insgesamt 36. Mal in der Vereinsgeschichte die schottische Meisterschaft. Dadurch endete die Periode von 9 Titeln in Folge des Stadtrivalen Glasgow Rangers. Die Bhoys qualifizierten sich als Meister für die Champions League Saison-1998/99. Als Pokalsieger, qualifizierte sich Heart of Midlothian für den Europapokal der Pokalsieger. Der zweit- und viertplatzierte, die Glasgow Rangers und der FC Kilmarnock qualifizierten sich für den UEFA-Pokal.
Hibernian Edinburgh stieg am Saisonende in die First Division ab. Mit 32 Treffern wurde Marco Negri von den Glasgow Rangers Torschützenkönig.

## Vereine
| Verein               | Stadt       | Stadion           |
| -------------------- | ----------- | ----------------- |
| Celtic Glasgow       | Glasgow     | Celtic Park       |
| FC Aberdeen          | Aberdeen    | Pittodrie Stadium |
| Dundee United        | Dundee      | Tannadice Park    |
| Dunfermline Athletic | Dunfermline | East End Park     |
| FC Kilmarnock        | Kilmarnock  | Rugby Park        |
| FC Motherwell        | Motherwell  | Fir Park          |
| FC St. Johnstone     | Perth       | McDiarmid Park    |
| Glasgow Rangers      | Glasgow     | Ibrox Park        |
| Heart of Midlothian  | Edinburgh   | Tynecastle Park   |
| Hibernian Edinburgh  | Edinburgh   | Easter Road       |

## Statistik

### Abschlusstabelle
| Pl. | Verein                 | Sp. | S  | U  | N  | Tore    | Diff. | Punkte |
| --- | ---------------------- | --- | -- | -- | -- | ------- | ----- | ------ |
| 1.  | Celtic Glasgow         | 36  | 22 | 8  | 6  | 064:240 | +40   | 74     |
| 2.  | Glasgow Rangers (M, L) | 36  | 21 | 9  | 6  | 076:380 | +38   | 72     |
| 3.  | Heart of Midlothian    | 36  | 19 | 10 | 7  | 070:460 | +24   | 67     |
| 4.  | FC Kilmarnock (P)      | 36  | 13 | 11 | 12 | 040:520 | −12   | 50     |
| 5.  | FC St. Johnstone (N)   | 36  | 13 | 9  | 14 | 038:420 | −4    | 48     |
| 6.  | FC Aberdeen            | 36  | 9  | 12 | 15 | 039:530 | −14   | 39     |
| 7.  | Dundee United          | 36  | 8  | 13 | 15 | 043:510 | −8    | 37     |
| 8.  | Dunfermline Athletic   | 36  | 8  | 13 | 15 | 043:680 | −25   | 37     |
| 9.  | FC Motherwell          | 36  | 9  | 7  | 20 | 046:640 | −18   | 34     |
| 10. | Hibernian Edinburgh    | 36  | 6  | 12 | 18 | 038:590 | −21   | 30     |

Platzierungskriterien: 1. Punkte – 2. Tordifferenz – 3. geschossene Tore

| Saison 1997/98 |

| Zum Saisonende 1996/97 |                                   |
| (M)                    | Meister des Vorjahres             |
| (P)                    | Pokalsieger des Vorjahres         |
| (L)                    | Ligapokalsieger des Vorjahres     |
| (N)                    | Aufsteiger aus der First Division |

### Torschützenliste
Bei gleicher Anzahl von Toren sind die Spieler alphabetisch nach Nachnamen bzw. Künstlernamen sortiert.
| Pl. | Nat.        | Name           | Logo | Mannschaft           | Tore |
| --- | ----------- | -------------- | ---- | -------------------- | ---- |
| 1.  | Italien     | Marco Negri    |      | Glasgow Rangers      | 32   |
| 2.  | Schweden    | Kjell Olofsson |      | Dundee United        | 18   |
| 3.  | Schweden    | Henrik Larsson |      | Celtic Glasgow       | 16   |
| 3.  | Schottland  | Andy Smith     |      | Dunfermline Athletic | 16   |
| 5.  | Irland      | Tommy Coyne    |      | FC Motherwell        | 14   |
| 5.  | Schottland  | Jim Hamilton   |      | Heart of Midlothian  | 14   |
| 7.  | Irland      | Owen Coyle     |      | FC Motherwell        | 11   |
| 8.  | Deutschland | Jörg Albertz   |      | Glasgow Rangers      | 10   |
| 8.  | Schottland  | Craig Burley   |      | Celtic Glasgow       | 10   |
| 8.  | Schottland  | Billy Dodds    |      | FC Aberdeen          | 10   |
| 8.  | Schottland  | Simon Donnelly |      | Celtic Glasgow       | 10   |
| 8.  | Schottland  | Neil McCann    |      | Heart of Midlothian  | 10   |
| 8.  | Nordirland  | George O’Boyle |      | FC St. Johnstone     | 10   |
| 8.  | Schottland  | Paul Wright    |      | FC Kilmarnock        | 10   |

## Trainerwechsel
| Verein | Verein              | Trainer      | Grund                          | Datum             | Nachfolger    |
| ------ | ------------------- | ------------ | ------------------------------ | ----------------- | ------------- |
|        | Celtic Glasgow      | Billy Stark  | Interimstrainer                | 4. Juli 1997      | Wim Jansen    |
|        | FC Aberdeen         | Roy Aitken   | Entlassen                      | 21. November 1997 | Alex Miller   |
|        | Hibernian Edinburgh | Jim Duffy    | Entlassen                      | 11. Februar 1998  | Alex McLeish  |
|        | FC Motherwell       | Alex McLeish | Wechsel zu Hibernian Edinburgh | 25. Februar 1998  | Harri Kampman |

## Die Meistermannschaft von Celtic Glasgow
(Berücksichtigt wurden alle Spieler die im Kader für die Saison 1997/98 standen.)
| 1. | Celtic Glasgow |
|    | - Tor: Pat Bonner, Barry Corr, Jonathan Gould, Stewart Kerr - Abwehr: Enrico Annoni, Tommy Boyd, Marc Cocozza, John Convery, Jim Goodwin, Gerry Lyttle, Malky Mackay, Stéphane Mahé, Jackie McNamara, Marc Rieper, Alan Stubbs - Mittelfeld: Regi Blinker, Craig Burley, Simon Donnelly, David Hannah, Paul Lambert, Phil O’Donnell, Andreas Thom, Morten Wieghorst - Angriff: Harald Brattbakk, Mark Burchill, Barry Elliot, Darren Jackson, Tommy Johnson, Henrik Larsson, Brian McLaughlin - Trainer: Wim Jansen |